# Гаяттвілл (Вайомінг)
Гаяттвілл (англ. Hyattville) — переписна місцевість (CDP) в США, в окрузі Біґ-Горн штату Вайомінг. Населення — 79 осіб (2020).

## Географія
Гаяттвілл розташований за координатами 44°14′59″ пн. ш. 107°36′54″ зх. д. / 44.24972° пн. ш. 107.61500° зх. д. (44.249778, -107.614964).  За даними Бюро перепису населення США в 2010 році переписна місцевість мала площу 10,63 км², уся площа — суходіл.

## Демографія
Згідно з переписом 2010 року, у переписній місцевості мешкало 75 осіб у 33 домогосподарствах у складі 22 родин. Густота населення становила 7 осіб/км².  Було 68 помешкань (6/км²).
Расовий склад населення:
| - 100,0 % — білих |

До двох чи більше рас належало 0,0 %. Частка іспаномовних становила 0,0 % від усіх жителів.
За віковим діапазоном населення розподілялося таким чином: 16,0 % — особи молодші 18 років, 61,3 % — особи у віці 18—64 років, 22,7 % — особи у віці 65 років та старші. Медіана віку мешканця становила 50,3 року. На 100 осіб жіночої статі у переписній місцевості припадало 114,3 чоловіків;  на 100 жінок у віці від 18 років та старших — 110,0 чоловіків також старших 18 років.
Цивільне працевлаштоване населення становило 22 особи. Основні галузі зайнятості: освіта, охорона здоров'я та соціальна допомога — 77,3 %, будівництво — 22,7 %.